# Zetaproteobacteria
Zetaproteobacteria era una clase de proteobacterias constituida por una sola especie denominada Mariprofundus ferrooxydans. Esta especia ahora está incluida en la clase Alphaproteobacteria, filo Pseudomonadota, dominio Bacteria. Tiene un metabolismo quimiolitoautótrofo hierro-oxidante neutrófilo y fue encontrada luego de la erupción del volcán submarino Lōʻihi en 1996.
Como se ve en la imagen a la derecha, la microscopía electrónica revela que forman filamentos o tallos extracelulares a modo de cintas retorcidas de tamaño nanométrico conteniendo cristales de oxihidróxido de hierro como la lepidocrocita; por lo que se deduce que estas bacterias excretan óxido de hierro ligado a polímeros orgánicos. Este fenómeno es similar a otras bacterias ferrooxidantes como Gallionella (Gallionellales).
Su estudio es significante por sus prevalencia en el deterioro de metales como el acero, destacando el impacto por la biocorrosión de cascos de buques, virutas de metal y tuberías, por lo que esta oxidación constituye un problema costoso.